# Bullecourt
Bullecourt település Franciaországban, Pas-de-Calais megyében. Lakosainak száma 227 fő (2022. január 1.). Bullecourt Hendecourt-lès-Cagnicourt, Noreuil, Riencourt-lès-Cagnicourt, Croisilles, Écoust-Saint-Mein és Fontaine-lès-Croisilles községekkel határos.

## Népesség
A település népességének változása:
| Lakosok száma | 253  | 244  | 241  | 236  | 234  | 235  | 227  | 227  | 227  |
|               | 2013 | 2015 | 2016 | 2017 | 2018 | 2019 | 2020 | 2021 | 2022 |